# Peter Loy Chong

Wappen von Peter Loy Chong

Peter Loy Chong (* 30. Januar 1961 in Namata) ist Erzbischof von Suva.

## Leben
Peter Loy Chong stammt aus dem Dorf Namata in der Umgebung der römisch-katholischen Missionsstation in Natovi auf Fidschi, wo er die Grundschule besuchte.
Er empfing am 11. Januar 1992 die Priesterweihe. 
Papst Benedikt XVI. ernannte ihn am 19. Dezember 2012 zum Erzbischof von Suva. Die Bischofsweihe erhielt er am 8. Juni 2013 durch seinen Vorgänger Petero Mataca. Mitkonsekratoren waren der Bischof von Tonga, Soane Patita Paini Mafi, und der Erzbischof von Wellington, John Atcherley Dew.